# Afsnit af Ben 10 (tv-serie fra 2005)
 For alternative betydninger, se Afsnit af Ben 10. (Se også artikler, som begynder med Afsnit af Ben 10)
Dette er en liste af afsnit fra den amerikanske animerede tv-serie Ben 10. Serien blev skabt af gruppen Man of Action, en af gruppe forfattere Duncan Rouleau, Joe Casey, Joe Kelly og Steven T. Seagle. Serien blev efterfulgt af Ben 10: Alien Force.
Ben 10's første afsnit, "Og så var der 10", blev oprindeligt sendt på Cartoon Network den 27. december 2005. Serien fik sin officielle debut den 13. januar 2006.

## Serieoversigt
| Sæson | Sæson    | Afsnit | Oprindelig sendt  | Oprindelig sendt |
| Sæson | Sæson    | Afsnit | Start             | Slut             |
| ----- | -------- | ------ | ----------------- | ---------------- |
|       | 1        | 13     | 27. december 2005 | 25. marts 2006   |
|       | 2        | 13     | 29. maj 2006      | 9. oktober 2006  |
|       | 3        | 13     | 25. november 2006 | 21. april 2007   |
|       | 4        | 10     | 14. juli 2007     | 5. april 2008    |
|       | Kortfilm | 9      |                   |                  |
|       | Film     | 3      |                   |                  |

## Afsnit
10 rumvæsner: Faklen, Vilddyr, Diamanthoved, XLR8, Flænser, Grå Substans, Fir-Arm, Flyver, Upgrade og Ghostfreak

### Sæson 1 (2005–2006)
| Nr. i serie | Nr. i sæson | Titel                                       | Instruktør      | Forfatter                    | Oprindelig sendedato                           |
| --- | ----------- | ------------------------------------------- | --------------- | ---------------------------- | ---------------------------------------------- |
| 1 | 1           | "And Then There Were 10" "Og så var der 10" | Scooter Tidwell | Thomas Pugsley               | 27. december 2005                              |
| Kort handling her |             |                                             |                 |                              |                                                |
| 2 | 2           | "Washington B.C."                           | Alex Soto       | Thomas Pugsley & Greg Klein  | Afsnittets første sendedato/udgivelsesdato her |
| Washington D.C. |             |                                             |                 |                              |                                                |
| 3 | 3           | "The Krakken" "Krakken"                     | Scooter Tidwell | Joe Kelly & Steven T. Seagle | Afsnittets første sendedato/udgivelsesdato her |
| Kort handling her |             |                                             |                 |                              |                                                |
| 4 | 4           | "Permanent Retirement" "Permanent pension"  | Scooter Tidwell | Marsha Griffin               | Afsnittets første sendedato/udgivelsesdato her |
| Kort handling her |             |                                             |                 |                              |                                                |
| 5 | 5           | "Hunted" "Jaget"                            | Scooter Tidwell | Adam Beechen                 | Afsnittets første sendedato/udgivelsesdato her |
| Slatterville, New Mexico                                                                                               |             |                                             |                 |                              |                                                |
| 6 | 6           | "Tourist Trap" "Turistfælden"               | Scooter Tidwell | Joe Kelly & Steven T. Seagle | Afsnittets første sendedato/udgivelsesdato her |
| Kort handling her |             |                                             |                 |                              |                                                |
| 7 | 7           | "Kevin 11"                                  | Scooter Tidwell | Greg Klein                   | Afsnittets første sendedato/udgivelsesdato her |
| New York City Kevin Levin                                                                                              |             |                                             |                 |                              |                                                |
| 8 | 8           | "The Alliance" "Alliancen"                  | Scooter Tidwell | Kevin Hopps                  | Afsnittets første sendedato/udgivelsesdato her |
| Albuquerque Rojo |             |                                             |                 |                              |                                                |
| 9 | 9           | "Last Laugh" "Den der ler sidst"            | Scooter Tidwell | Joe Casey & Duncan Rouleau   | Afsnittets første sendedato/udgivelsesdato her |
| Kort handling her |             |                                             |                 |                              |                                                |
| 10 | 10          | "Lucky Girl" "Heldig-pigen"                 | Scooter Tidwell | Marsha Griffin               | Afsnittets første sendedato/udgivelsesdato her |
| Under en tur i New Orleans, forpurrer Ben en mægtig troldmand som hedder Hex fra at stjæle Den Arkamadalske Formelbog. |             |                                             |                 |                              |                                                |
| 11 | 9           | "A Small Problem" "Et lille problem"        | Scooter Tidwell | Sean Jara                    | Afsnittets første sendedato/udgivelsesdato her |
| Kort handling her |             |                                             |                 |                              |                                                |
| 12 | 12          | "Side Effects" "Bivirkninger"               | Scooter Tidwell | Forfatter her                | Afsnittets første sendedato/udgivelsesdato her |
| Kort handling her |             |                                             |                 |                              |                                                |
| 13 | 13          | "Secrets" "Hemmeligheder"                   | Instruktør her  | Forfatter her                | 25. marts 2006                                 |
| Rapid City. hemmelig base i Mount Rushmore                                                                             |             |                                             |                 |                              |                                                |

### Sæson 2 (2006–2007)
12 rumvæsner: Faklen, Vilddyr, Diamanthoved, XLR8, Flænser, Grå Substans, Fir-Arm, Flyver, Upgrade og Ghostfreak Cannonbolt, og Vildranken
| Nr. i serie                     | Nr. i sæson | Titel                                                       | Instruktør              | Forfatter                   | Oprindelig sendedato |
| ------------------------------- | ----------- | ----------------------------------------------------------- | ----------------------- | --------------------------- | -------------------- |
| 14                              | 1           | "Truth" "Sandheden"                                         | Scooter Tidwell         | Marty Isenberg              | 29. maj 2006         |
| Kort handling her               |             |                                                             |                         |                             |                      |
| 15                              | 2           | "The Big Tick" "Den Store Tæge"                             | Sebastian Montes        | Kevin Hopps                 | 30. maj 2006         |
| Kort handling her               |             |                                                             |                         |                             |                      |
| 16                              | 3           | "Framed" "Uskyldigt anklaget"                               | Sebastian O. Montes III | Thomas Pugsley              | 31. maj 2006         |
| Kort handling her               |             |                                                             |                         |                             |                      |
| 17                              | 4           | "Gwen 10"                                                   | Scooter Tidwell         | Greg Klein                  | 1. juni 2006         |
| Kort handling her               |             |                                                             |                         |                             |                      |
| 18                              | 5           | "Grudge Match" "Kampskibet"                                 | Sebastian O. Montes III | Marty Isenberg              | 7. juni 2006         |
| Kort handling her               |             |                                                             |                         |                             |                      |
| 19                              | 6           | "The Galactic Enforcers" "De galaktiske håndhævere"         | Scooter Tidwell         | Joe Kelly                   | 13. juni 2006        |
| Pittsburgh                      |             |                                                             |                         |                             |                      |
| 20                              | 7           | "Camp Fear" "Svampeangreb"                                  | Sebastian O. Montes III | Marty Isenberg              | 21. juni 2006        |
| Kort handling her               |             |                                                             |                         |                             |                      |
| 21                              | 8           | "Ultimate Weapon" "Det ultimative våben"                    | Scooter Tidwell         | Jeff Hare                   | 6. juli 2006         |
| Texas                           |             |                                                             |                         |                             |                      |
| 22                              | 9           | "Tough Luck" "Held på prøve"                                | Tough Luck              | Steven T. Seagle            | 12. juli 2006        |
| Heldig-pigen                    |             |                                                             |                         |                             |                      |
| 23                              | 10          | "They Lurk Below" "De lurer under overfladen"               | Sebastian O. Montes III | Thomas Pugsley & Greg Klein | 18. juli 2006        |
| Bermuda-trekanten               |             |                                                             |                         |                             |                      |
| 24                              | 11          | "Ghostfreaked Out" "Ghost-freakvarter"                      | Sebastian O. Montes III | Thomas Pugsley              | 25. juli 2006        |
| Kort handling her               |             |                                                             |                         |                             |                      |
| 25                              | 12          | "Dr. Animo and the Mutant Ray" "Dr. Animo og mutantstrålen" | Scooter Tidwell         | Duncan Rouleau              | 26. august 2006      |
| Kort handling her               |             |                                                             |                         |                             |                      |
| 26                              | 13          | "Back with a Vengeance" "Tilbage efter hævn"                | Sebastian O. Montes III | Marty Isenberg              | 9. oktober 2006      |
| Niagaravandfaldene Kevin Vilgax |             |                                                             |                         |                             |                      |

### Sæson 3 (2006–2007)
19 rumvæsner: Faklen, Vilddyr, Diamanthoved, XLR8, Flænser, Grå Substans, Fir-Arm, Flyver, Upgrade og Ghostfreak Cannonbalt, og Vildranken, Spitter, Buzzshock, Arctiguana, Benulv, Benmumie, Benvictor, Upchuck
| Nr. i serie                                                                                            | Nr. i sæson | Titel                                                                  | Instruktør              | Forfatter                   | Oprindelig sendedato |
| --- | ----------- | ---------------------------------------------------------------------- | ----------------------- | --------------------------- | -------------------- |
| 27 | 1           | "Ben 10.000" "Ben 10,000"                                              | Sebastian O. Montes III | MGreg Weisman               | 29. maj 2006         |
| Horse Thief Lake, Mount Rushmore                                                                       |             |                                                                        |                         |                             |                      |
| 28 | 2           | "Midnight Madness" "Midnatsvanvid"                                     | Scooter Tidwell         | Marty Isenberg              | 2 december 2006      |
| Mega-mall-opolis, Bloomington, Minnesota                                                               |             |                                                                        |                         |                             |                      |
| 29 | 3           | "A Change of Face" "Skiftende ansigter"                                | Scooter Tidwell         | Thomas Pugsley & Greg Klein | 9. december 2006     |
| Salem, Massachusetts                                                                                   |             |                                                                        |                         |                             |                      |
| 30 | 4           | "Merry Christmas" "Glædelig jul"                                       | Sebastian O. Montes III | Duncan Rouleau              | 11. december 2006    |
| Julelandsby i Death Valley                                                                             |             |                                                                        |                         |                             |                      |
| 31 | 5           | "Benwolf" "Benulv"                                                     | Alex Soto               | James Phillips              | 17. februar 2007     |
| Under et besøg til en Navajo-landsby, ejet af Max's gamle blikkenslagerfælle Wes Green Chinle, Arizona |             |                                                                        |                         |                             |                      |
| 32 | 6           | "Game Over" "Spillet er ude"                                           | Scooter Tidwell         | Marty Isenberg              | 24. februar 2007     |
| Kort handling her                                                                                      |             |                                                                        |                         |                             |                      |
| 33 | 7           | "Super Alien Hero Buddy Adventures" "Super Rumhelte Makker eventyrere" | Scooter Tidwell         | Marty Isenberg              | 3. marts 2007        |
| Kort handling her                                                                                      |             |                                                                        |                         |                             |                      |
| 34 | 8           | "Under Wraps" "Mumier og møddinger"                                    | Sebastian O. Montes III | Greg Weisman                | 10. marts 2007       |
| Dairyville, South Carolina                                                                             |             |                                                                        |                         |                             |                      |
| 35 | 9           | "The Unnaturals" "De unnaturlige"                                      | Sebastian O. Montes III | Marty Isenberg              | 17. marts 2007       |
| Kort handling her                                                                                      |             |                                                                        |                         |                             |                      |
| 36 | 10          | "Monster Weather" "Uhyrligt vejr"                                      | Sebastian O. Montes III | Thomas Pugsley & Greg Klein | 24. marts 2007       |
| Kort handling her                                                                                      |             |                                                                        |                         |                             |                      |
| 37 | 11          | "The Return" "Genkomsten"                                              | Scooter Tidwell         | Thomas Pugsley & Greg Klein | 7. april 2007        |
| Kort handling her                                                                                      |             |                                                                        |                         |                             |                      |
| 38 | 12          | "Be Afraid of the Dark" "Vær bange for mørket"                         | Sebastian O. Montes III | Marty Isenberg              | 14. april 2007       |
| Kort handling her                                                                                      |             |                                                                        |                         |                             |                      |
| 39 | 13          | "The Visitor" "Den besøgende"                                          | Alex Soto               | Thomas Pugsley & Greg Klein | 21. april 2007       |
| St. Louis                                                                                              |             |                                                                        |                         |                             |                      |

### Sæson 4 (2007–2008)
22 rumvæsner: Faklen, Vilddyr, Diamanthoved, XLR8, Flænser, Grå Substans, Fir-Arm, Flyver, Upgrade og Ghostfreak Cannonbalt, og Vildranken, Spitter, Buzzshock, Arctiguana, Benulv, Benmumie, Benvictor, Upchuck Ditto, Eyeguy, Waybig
| Nr. i serie       | Nr. i sæson | Titel                        | Instruktør                              | Forfatter                                      | Oprindelig sendedato |
| ----------------- | ----------- | ---------------------------- | --------------------------------------- | ---------------------------------------------- | -------------------- |
| 40                | 1           | "Perfect Day"                | Scooter Tidwell                         | Michael Jelenic                                | 14. juli 2007        |
| Kort handling her |             |                              |                                         |                                                |                      |
| 41                | 2           | "Divided We Stand"           | Scooter Tidwell                         | Marty Isenberg                                 | 19. juli 2007        |
| Kort handling her |             |                              |                                         |                                                |                      |
| 42                | 3           | "Don't Drink the Water"      | Scooter Tidwell                         | Marty Isenberg, Greg Klein, and Thomas Pugsley | 26. juli 2007        |
| Kort handling her |             |                              |                                         |                                                |                      |
| 42                | 4           | "Big Fat Alien Wedding"      | Scooter Tidwell                         | Eugene Son                                     | 2. august 2007       |
| Kort handling her |             |                              |                                         |                                                |                      |
| 43                | 5           | "Ben 4 Good Buddy"           | Scooter Tidwell                         | Amy Wolfram                                    | September 22, 2007   |
| Kort handling her |             |                              |                                         |                                                |                      |
| 44                | 6           | "Ready to Rumble"            | Scooter Tidwell                         | Eugene Son                                     | 29. september 2007   |
| Kort handling her |             |                              |                                         |                                                |                      |
| 45                | 7           | "Ken 10"                     | Sebastian O. Montes III                 | Greg Weisman                                   | 6. oktober 2007      |
| Kort handling her |             |                              |                                         |                                                |                      |
| 47 48             | 8 9         | "Ben 10 vs. the Negative 10" | Sebastian O. Montes III Scooter Tidwell | Thomas Pugsley and Greg Klein                  | 9. marts 2008        |
| Kort handling her |             |                              |                                         |                                                |                      |
| 49                | 10          | "Goodbye and Good Riddance"  | Scooter Tidwell                         | Thomas Pugsley and Greg Klein                  | 15. april 2008       |
| Kort handling her |             |                              |                                         |                                                |                      |

## Kortfilm
| Nr.               | Titel                 | Oprindelig sendedato |
| ----------------- | --------------------- | -------------------- |
| 1                 | "Perfect Day"         | 14. juli 2007        |
| Kort handling her |                       |                      |
| 2                 | "Snack Break"         | 18. februar 2008     |
| Kort handling her |                       |                      |
| 3                 | "Survival Skills"     | 10. marts 2008       |
| Kort handling her |                       |                      |
| 4                 | "Radio Dazed"         | 24. marts 2008       |
| Kort handling her |                       |                      |
| 5                 | "Sleepaway Camper"    | 7. april 2008        |
| Kort handling her |                       |                      |
| 6                 | "Dogged Pursuit"      | 14. april 2008       |
| Kort handling her |                       |                      |
| 7                 | "Let the Games Begin" | 14. juli 2007        |
| Kort handling her |                       |                      |
| 8                 | "Handle with Care"    | 14. juli 2007        |
| Kort handling her |                       |                      |
| 9                 | "Road Trip Rumble"    | 12. juli 2012        |
| Kort handling her |                       |                      |

## Film
| Titel                                                                | Oprindelig sendedato |
| -------------------------------------------------------------------- | -------------------- |
| "Ben 10: Secret of the Omnitrix" "Ben 10: Omnitrixens hemmeligheder" | 10. August 2007      |
| Kort handling her                                                    |                      |
| "Ben 10: Race Against Time" "Ben 10: Kapløb med tiden"               | 21. November 2007    |
| Kort handling her                                                    |                      |
| "Ben 10: Destroy All Aliens"                                         | 23. marts 2012       |
| Kort handling her                                                    |                      |